# Juicio de Salónica
El juicio de Salónica fue un proceso amañado que desmanteló la influyente organización secreta serbia Unificación o Muerte, más conocida como la «Mano Negra».

## Situación
Serbia había sido ocupada por el enemigo a finales de 1915. El rey, el regente, el Gobierno y el Parlamento se exiliaron en la isla griega de Corfú, ocupada por los Aliados de la Aliados. El poder se lo disputaban tres grupos rivales: el regente Alejandro, el primer ministro Nikola Pašić y los oficiales de la Mano Negra, que culpaban a los otros dos del descalabro militar.
A finales de 1915, el regente había sustituido a importantes cargos relacionados con el Ejército y cercanos a la Mano Negra por partidarios suyos. En la primavera siguiente, Alejandro trató en vano de pactar con la organización y de recabar su apoyo para sustituir a Pašić por un Gobierno militar presidido por el prestigioso mariscal de campo Živojin Mišić.
En medio de la tensa situación política, el regente sufrió un atentado de escasa importancia el 11 de septiembre de 1916, cerca de Arnissa. La Mano Blanca, organización de militares cercanos al regente, decidió aprovecharlo para investigar a sus rivales de la Mano Negra.

## Proceso judicial
Pese a las dudas del primer ministro, que prefería no someter a los cabecillas de la Mano Negra a un consejo de guerra por el posible perjuicio que podría infligir al ánimo de los combatientes y en la imagen del país ante los Aliados, finalmente se avino a juzgarlos. Dragutin Dimitrijević, cabeza de la organización secreta, fue detenido en diciembre. Los encargados de investigar a los sospechosos eran militares de la Mano Blanca, enemigos de los acusados, a los que se culpaba del atentado contra el regente y de actividades subversivas contra el Ejército y el Estado. En total, se investigó a ciento treinta personas, militares y civiles.
El juicio se llevó a cabo a puerta cerrada, entre el 2 de abril y el 5 de junio de 1917. El tribunal lo formaban enemigos de Dimitrijević y lo presidió el coronel Petar Mišić. Testimonios perjuros relacionaron al principal agente de Dimitrijević en Bosnia en 1914 y a Muhamed Mehmedbašić, uno de los participantes en el atentado de Sarajevo de haber sido los que habían atacado a Alejandro en septiembre del año anterior. El primero lo confesó tras ser torturado, pero el segundo negó la acusación. Dimitrijević, aconsejado por su rival pero antiguo amigo Petar Živković, envió un documento al tribunal en el que confesaba su participación en el asesinato del archiduque Francisco Fernando de Austria. Dimitrijević pretendía con ello apelar a los sentimientos patrióticos del tribunal. De otros testimonios se supo que Dimitrijević y sus seguidores habían sopesado otros magnicidios de figuras que consideraban antiserbias, como el káiser alemán Guillermo II, el zar búlgaro Fernando I o el rey de Grecia Constantino I.
Finalmente, el tribunal condenó a muerte a seis oficiales —Dimitrijević, los coroneles Milan Gr. Milovanović, Cedomir A. Popović, Vladimir Tucović, Radoje Lazić, el teniente coronel Velimir Vemić, el mayor Ljubomir Vulović, que facilitó el paso de la frontera a los asesinos del archiduque— y dos civiles —el vicecónsul Bogdan Radenkovié y el agente Rade Malobabié—, fundamentalmente por su participación en los asesinatos de Sarajevo. Muhamed Mehmedbasić y el general retirado Damnjan Popović fueron condenados a quince años de cárcel. Otros doce acusados recibieron condenas menores o perdieron sus puestos en el Ejército y pasaron a la reserva.
Pese a las presiones de Francia, el Reino Unido y Rusia, el regente se negó a perdonar a los principales tres reos, Dimitrijević, Milovanović y Vulović, que fueron fusilados cerca de Salónica el 26 de junio. Este rechazo suscitó el cese de tres ministros, radicales independientes y progresistas. Del resto de condenados, el coronel
Popović y el vicecónsul Radenković vieron sus condenas a muerte conmutadas por veinte años de cárcel, al igual que Milovanović, Tucović y Vemić; el general retirado Popović fue condenado a cinco años más de prisión. Finalmente todos fueron perdonados y liberados entre 1918 y 1919.

## Consecuencias
La aquiescencia de Pašić a juzgar a los oficiales hizo que el regente le permitiese formar un nuevo Gobierno tras la renuncia de los ministros de los demás partidos. Para el presidente del Gobierno, el ajusticiamiento de Dimitrijević y sus colaboradores era una manera de exonerar al Gobierno de toda culpa en los asesinatos de Sarajevo.
El juicio acabó con la influencia política de la organización secreta y, si bien perjudicó gravemente el prestigio del Ejército, eliminó una amenaza para el sistema parlamentario y democrático serbio.